# ویلیام پرایس (نماینده مجلس باث)
ویلیام پرایس (درگذشته ۱۵۹۶)، اهل باث، سامرست، یک سیاستمدار انگلیسی بود. او در سال ۱۵۹۳ عضو پارلمان انگلستان برای باث بوده.